# Apareiodon gransabana
Apareiodon gransabana es una especie de peces de la familia Parodontidae en el orden de los Characiformes.

## Morfología
Los machos pueden llegar alcanzar los 9,2 cm de longitud total.
- Número de  vértebras: 39-41.[1]

## Hábitat
Es un pez de agua dulce y de  clima tropical (20 °C-25 °C).

## Distribución geográfica
Se encuentran en Sudamérica: cuenca del río Orinoco y cuencas costeras de la Guayana Francesa, Guayana y Surinam.